# 科多尼奥
科多尼奥（義大利語：Codogno），是意大利洛迪省的一个市镇。按2009年的調查，总面积20平方公里，人口15,656人，人口密度782.8人/平方公里。ISTAT代码为098019。

## 友好城市
- 義大利索拉尼亚